# George Herzog
George Herzog (* 11. Dezember 1901 in Budapest, Österreich-Ungarn; † 4. November 1983 in Indianapolis) war ein amerikanischer Musikwissenschaftler und Musikethnologe.

## Leben
Georg Herzog studierte von 1917 bis 1919 an der Budapester Musikakademie und von 1919 bis 1920 an der Hochschule für Musik in Charlottenburg. Ab 1921 assistierte er im Berliner Phonogramm-Archiv des Psychologen Carl Stumpf und dessen Assistenten Erich Moritz von Hornbostel. Im Jahr 1925 wanderte er in die USA aus, wo er ein Postgraduate-Studium der Anthropologie an der Columbia University aufnahm, seine Hochschullehrer waren Franz Boas, Edward Sapir und Ruth Benedict. 1930/31 führte ihn eine Forschungsreise nach Liberia, wo er im Auftrag von Sapir die Sprache und Volksmusik der Jabo aufzeichnete. Im Jahr 1935 (und 1947) erhielt er eine Guggenheim Fellowship. Durch Feldforschungen wurde er einer der maßgeblichen Fachleute für die indianische Musik Nordamerikas und 1937 mit der Arbeit A comparison of Pueblo and Pima musical styles promoviert. Er war in Forschungsaufgaben und Lehraufträgen an den Universitäten Chicago, Yale und Columbia beschäftigt. Während des Zweiten Weltkriegs arbeitete er für die Feindaufklärung der US Army.
Herzog war von 1948 bis 1958 Professor für Anthropologie an der Indiana University Bloomington und richtete dort das Musikethnologische Archiv ein, das er seit 1936 zunächst an der Columbia University aufgebaut hatte. Herzog war der Vorreiter für Methoden der Musikethnologie in Nordamerika und stellte radikale Forschungsfragen: „do animals have music?“ (1941). Zu seinen Schülern gehörte Bruno Nettl.
Herzog war Mitglied im Board of Advisers des Institute of Jazz Studies und wurde 1955 kurzzeitig Präsident der von David P. McAllester, Alan Merriam, Willard Rhodes und Charles Seeger gegründeten Society for Ethnomusicology. Nachdem er schon 1950 schwer erkrankt war, musste er 1958 die Arbeit aufgeben, emeritierte 1962 und lebte die nächsten zwanzig Jahre in einem Sanatorium.

## Schriften (Auswahl)
- Folk tunes from Mississippi. repr. New York : Da Capo Press, 1977
- mit Harold Courlander: The cow-tail switch, and other West African stories. New York: H. Holt and Co. 1947
- Drum Signaling in a West African Tribe. in: Word 1, S. 217–238, 1945
- mit  Frank G. Speck: The Tutelo spirit adoption ceremony: reclothing the living in the name of the dead. Harrisburg : Pennsylvania Historical Commission, 1942
- mit Charles G. Blooah: Jabo Proverbs from Liberia: Maxims in the Life of a Native Tribe. London, Oxford University Press 1936
- Research in primitive and folk music in the United States, a survey. Washington, D.C., American council of learned societies 1936
- Die Musik der Karolinen-Inseln : (aus dem Phonogramm-Archiv, Berlin). Hamburg: Friederichsen, de Gruyter, 1936. (= Ergebnisse der Südsee-Expedition 1908–1910, II B, Bd. 9, 2. Halbband, Eilers, Westkarolinen.)
- A comparison of Pueblo and Pima musical styles. New York City  1935